# Число Марангони
Число Марангони — безразмерная величина, характеризующая возможность возникновения в жидкости конвективных движений в результате термокапиллярного механизма (изменения поверхностного натяжения по причине неравномерного нагрева). С превышением критического значения возникают конвективные потоки Марангони, компенсирующие дальнейший рост градиента температуры. Если число Марангони равно 0, то есть сила поверхностного натяжения равна 0, то конвекции нет и жидкость покоится.
Аналогом числа Марангони для термогравитационного механизма конвекции (механизм Рэлея) является число Рэлея. Названо в честь итальянского физика Карло Марангони (1840—1925), который изучал конвекцию на свободных поверхностях..
{\displaystyle \mathrm {Mg} =-{\frac {d\sigma }{dT}}{\frac {1}{\eta \alpha }}\cdot L\cdot \Delta T,}
где
- {\displaystyle \sigma } — поверхностное натяжение (в СИ — Н/м);
- {\displaystyle L} — характеристическая длина (в СИ — м);
- {\displaystyle \alpha } — температуропроводность (в СИ — м²/с);
- {\displaystyle \eta } — динамическая вязкость (в СИ — кг/(с·м));
- {\displaystyle \Delta T} — скачок температуры (в СИ — °C).